# Évry Football Club
Maillots
Actualités
L'Évry Football Club est un club de football français, fondé en 2012 dans la commune d'Évry.
En 2012, l'équipe première évolue à nouveau en CFA 2 puis sera relégué en 2015. En 2020, l'équipe fanion participe au championnat de Régional 3 Paris Ile-de-France. Le principal stade du club est le Stade Jacques Deyrois-Du Roure, aussi connu comme le Stade des bords de Seine, qui compte environ 1500 places, dont 500 couvertes.

## Historique
Le plus grand exploit du club remonte à l'édition 1985-1986 de la coupe de France. Alors qu'il évolue en division d'honneur régionale (l'équivalent de la 6e division), le club essonnien élimine l'US Orléans, club de D2, par un but à zéro, ainsi que l'équipe de Clermont-Ferrand, club de D3, ce qui lui permet d'affronter en 32e de finale, le SC Toulon, club de D1, où évoluent alors Pascal Olmeta, Bernard Casoni, Albert Emon, David Ginola, Luigi Alfano, Laurent Paganelli et l'une des stars du championnat de France, Delio Onnis. 
Le 25 janvier 1986, la rencontre, qui se déroule à Versailles devant 4 000 spectateurs, voit les Essonniens l'emporter 1-0, l'unique but étant inscrit des 20 mètres par Thierry Zwalhen, 24 ans, à la 79e minute. Il se présente devant Pascal Olmeta, contrôle du pied gauche et marque du droit : le gardien toulonnais est gêné par un rebond devant lui. Pendant la rencontre, le Toulonnais Albert Emon avait vu son but refusé.
Ce résultat permet à l'AS Évry de surpasser le record d'El-Biar, club de division d'honneur, qui avait battu le Stade de Reims, club de D1, le 2 février 1957 en 16e de finale de l'édition 1956-1957 de la coupe de France. En 16e de finale, l'AS Évry s'incline finalement face au Tours FC.
En 1993, l'équipe est promue une première fois en championnat National (alors en deux groupes) mais est reléguée. En 1995, l'équipe est de nouveau promue et se maintient, mais la fusion du championnat en une poule unique condamne le club à une nouvelle relégation en 1997. 
Lors de la saison 1998-1999, l'AS Évry termine à la 1re place du groupe D du CFA, l'équipe fanion du club est promue en championnat National. La nouvelle direction du club choisit d'évoluer dans le stade départemental Robert-Bobin, doté de 18 500 places ; elle se met alors à dos les groupes de supporters. Au bout d'une saison très difficile, où le meilleur buteur Thomas Muënimanu aura marqué 6 buts, l'équipe fanion du club est rétrogradée de National en CFA2 pour des raisons administratives et financières. En 2002, l'équipe fanion de l'AS Évry Football retombe en Division d'Honneur, où elle évolue depuis.
En juillet 2008, un accord est conclu entre les conseils d'administration de l'AS Évry Football et l'Entente Sportive Viry-Châtillon concernant le projet de création d'une SASP attenante aux deux clubs, s'appuyant sur les équipes premières de l'AS Évry et de l'ES Viry-Châtillon, en vue de la saison 2009-2010. Mais l'initiative tombe à l'eau.
C'est avec un autre partenaire que le mariage aura finalement lieu. En début d'année 2012 : l'AS Évry Essonne fusionne avec le Ville d'Évry Sport Club (DSR) pour former l'Évry Football Club. Le club célèbre cette union en remportant dans la foulée le championnat de Division d'Honneur au terme d'un final haletant qui verra Évry sacré à l'ultime journée et monter en CFA 2.
Au printemps 2015, le club est relégué en Division d'Honneur, puis en Régional 2 en 2017. En 2020, le club continue sa descente et évolue en Régional 3.

## Bilan par saison
| Saison    | Championnat             | Hiérarchie | Hiérarchie | Hiérarchie | Hiérarchie | Hiérarchie | Hiérarchie | Hiérarchie | Pts | J  | G  | N  | P  | BP | BC | D   | Coupe de France |
|           | Hiérarchie              | I          | II         | III        | IV         | V          | VI         | VII        |     |    |    |    |    |    |    |     |                 |
| --------- | ----------------------- | ---------- | ---------- | ---------- | ---------- | ---------- | ---------- | ---------- | --- | -- | -- | -- | -- | -- | -- | --- | --------------- |
| 1985-1986 | DHR Paris Île-de-France |            |            |            |            |            | 1er        |            |     |    |    |    |    |    |    |     | 16e de finale   |
| 1986-1987 | DH Paris Île-de-France  |            |            |            |            | 1er        |            |            | 60  | 22 | 17 | 4  | 1  | 41 | 8  | +33 | 8e tour         |
| 1987-1988 | Division 4 (Groupe B)   |            |            |            | 1er        |            |            |            | 38  | 26 | 12 | 14 | 0  | 39 | 12 | +27 | -               |
| 1988-1989 | Division 3 (Nord)       |            |            | 12e        |            |            |            |            | 25  | 30 | 6  | 13 | 11 | 23 | 30 | -7  | -               |
| 1989-1990 | Division 3 (Centre)     |            |            | 11e        |            |            |            |            | 25  | 30 | 7  | 11 | 12 | 22 | 30 | -8  | -               |
| 1990-1991 | Division 3 (Centre)     |            |            | 13e        |            |            |            |            | 25  | 30 | 6  | 13 | 11 | 25 | 35 | -10 | -               |
| 1991-1992 | Division 3 (Nord)       |            |            | 9e         |            |            |            |            | 30  | 30 | 7  | 16 | 7  | 22 | 28 | +6  | -               |
| 1992-1993 | Division 3 (Nord)       |            |            | 3e         |            |            |            |            | 35  | 30 | 12 | 11 | 7  | 31 | 19 | +12 | 32e de finale   |
| 1993-1994 | National 1 (Groupe A)   |            |            | 16e        |            |            |            |            | 28  | 34 | 8  | 12 | 14 | 25 | 36 | -11 | 32e de finale   |
| 1994-1995 | National 2 (Groupe D)   |            |            |            | 2e         |            |            |            | 43  | 34 | 16 | 11 | 7  | 43 | 26 | +17 | -               |
| 1995-1996 | National 1 (Groupe A)   |            |            | 14e        |            |            |            |            | 35  | 32 | 8  | 11 | 13 | 26 | 39 | -13 | -               |
| 1996-1997 | National 1 (Groupe A)   |            |            | 13e        |            |            |            |            | 37  | 34 | 10 | 7  | 17 | 31 | 44 | -13 | -               |
| 1997-1998 | CFA (Groupe D)          |            |            |            | 3e         |            |            |            | 57  | 34 | 16 | 9  | 9  | 50 | 35 | +15 | 8e tour         |
| 1998-1999 | CFA (Groupe D)          |            |            |            | 1er        |            |            |            | 103 | 34 | 19 | 12 | 3  | 52 | 30 | +22 | -               |
| 1999-2000 | National                |            |            | 18e        |            |            |            |            | 35  | 38 | 8  | 11 | 19 | 28 | 46 | -18 | 32e de finale   |
| 2000-2001 | CFA 2 (Groupe B)        |            |            |            |            | 10e        |            |            | 67  | 30 | 8  | 13 | 9  | 41 | 36 | +5  | -               |
| 2001-2002 | DH Paris Île-de-France  |            |            |            |            |            | 4e         |            | 64  | 26 | 11 | 5  | 10 | 35 | 34 | +1  | -               |
| 2002-2003 | DH Paris Île-de-France  |            |            |            |            |            | 8e         |            | 56  | 26 | 9  | 3  | 14 | 31 | 47 | -16 | -               |
| 2003-2004 | DH Paris Île-de-France  |            |            |            |            |            | 9e         |            | 55  | 26 | 7  | 8  | 11 | 20 | 32 | -12 | -               |
| 2004-2005 | DH Paris Île-de-France  |            |            |            |            |            | 12e        |            | 53  | 26 | 6  | 9  | 11 | 22 | 36 | -14 | 7e tour         |
| 2005-2006 | DH Paris Île-de-France  |            |            |            |            |            | 9e         |            | 55  | 26 | 7  | 8  | 11 | 26 | 33 | -7  | 7e tour         |
| 2006-2007 | DH Paris Île-de-France  |            |            |            |            |            | 3e         |            | 67  | 26 | 10 | 11 | 5  | 31 | 22 | +9  | 7e tour         |
| 2007-2008 | DH Paris Île-de-France  |            |            |            |            |            | 6e         |            | 62  | 26 | 9  | 9  | 8  | 33 | 34 | -1  | 7e tour         |
| 2008-2009 | DH Paris Île-de-France  |            |            |            |            |            | 4e         |            | 69  | 26 | 13 | 4  | 9  | 36 | 28 | +8  | 32e de finale   |
| 2009-2010 | DH Paris Île-de-France  |            |            |            |            |            | 11e        |            | 56  | 26 | 8  | 8  | 10 | 29 | 33 | -4  | 5e tour         |
| 2010-2011 | DH Paris Île-de-France  |            |            |            |            |            | 7e         |            | 63  | 26 | 10 | 7  | 9  | 24 | 25 | -1  | -               |
| 2011-2012 | DH Paris Île-de-France  |            |            |            |            |            | 1er        |            | 73  | 26 | 12 | 11 | 3  | 35 | 20 | +15 | 8e tour         |
| 2012-2013 | CFA 2 (Groupe B)        |            |            |            |            | 9e         |            |            | 58  | 26 | 8  | 8  | 10 | 23 | 29 | -6  | 8e tour         |
| 2013-2014 | CFA 2 (Groupe B)        |            |            |            |            | 11e        |            |            | 55  | 25 | 8  | 6  | 11 | 32 | 41 | -9  | -               |
| 2014-2015 | CFA 2 (Groupe C)        |            |            |            |            | 14e        |            |            | 43  | 26 | 3  | 8  | 15 | 26 | 53 | -27 | -               |

| Champion / vainqueur | Promu | Relégué | Rétrogradé administrativement |

## Palmarès
- Vice-champion de National 2 (Groupe D) : 1995

- Premier (non champion) de Division 4 (Groupe B) : 1988
- Premier (non champion) du CFA (Groupe D) : 1999

- Champion de DH Paris Île-de-France : 1987, 2012

- Coupe de France :
  - 1985/1986, Évry atteint les 16e de finale mais est éliminé par le Tours F.C (D2).
  - 1992/1993, Évry atteint les 32e de finale mais est éliminé par l'A.S Saint Étienne (D1).
  - 2006/2007, Évry se qualifie pour le 7e tour et accueille un pensionnaire de Ligue 2, L.B Châteauroux, mais doit s'incliner devant son public.
  - 2008/2009, Évry élimine le Paris FC, club de National 2-1 lors du 8e tour mais est sorti lors des 1/32 de finale par l'US Créteil, autre club de National 0-5.

- Le club est resté invaincu pendant deux saisons complètes (1986-1988)[réf. nécessaire].

## Entraîneurs
- Juin 1975-juin 1991 :  Bernard Mercadal
- Juin 1989-juin 1992 :  Jean-Luc Charrier
- Juin 1992-juin 1996 :  Jean-Claude Ségura
- Juin 1995-juin 1996 :  Bernard Vendrely
- Juin 1996-juin 2013 :  Bernard Touret
- Juin 2013- :  Isaac N'Gata
- Juin 2015- :  Valérie Mercadal &  Khalid Mahroug